# Peryodinano

Peryodinano de Dess-Martin

Los periodinanos o peryodinanos, también conocidos como λ5-iodanos son compuestos organoyodados  con un yodo en estado de oxidación 5+.
Estos compuestos son hipervalentes porque el átomo de yodo contiene formalmente más de 8 electrones de valencia.

## Compuestos peryodinanos
Los λ5-iodanos como el peryodinano de Dess Martin tienen geometrías piramidales cuadradas con cuatro heteroátomos en las posiciones basales y un grupo derivado del fenilo en la posición apical. 
El yodoxibenceno o yodilbenceno (C6H5IO2) es un conocido agente oxidante. Fue preparado por primera vez por Willgerodt mediante una reacción de desproporción de yodocilbenceno bajo destilación por arrastre de vapor en la que se forma yodilbenceno y yodobenceno.
2 PhIO   →   PhIO2   +   PhI
El periodinano de Dess-Martin (1983) es otro poderoso agente oxidante y una mejora del ácido 2-yodoxibenzóico cuya existencia ya se conocía en ese año. El ácido 2-yodoxibenzóico se prepara a partir de ácido 2-yodobenzóidco, bromato de potasio y ácido sulfúrico. Es insoluble en la mayoría de los solventes mientras que el reactivo de Dess-Martin, preparado mediante la reacción del ácido 2-yodoxibenzóico con anhídrido acético es muy soluble. El mecanismo de oxidación consiste en una reacción de intercambio de ligantes seguida de una eliminación reductiva.

## Usos
El uso predominante de los peryodinanos es como agentes oxidantes en reemplazo de los reactivos basados en metales pesados como el permanganato de potasio o el dicromato de potasio.